# Jesús Angulo
Pour les articles homonymes, voir Angulo.
Ne doit pas être confondu avec Jesús Ricardo Angulo.
Jesús Alberto Angulo, né le 30 janvier 1998 à Culiacán au Mexique, est un footballeur international mexicain qui évolue au poste d'arrière gauche au Tigres UANL.

## Biographie

### Santos Laguna
Jesús Angulo est formé au Santos Laguna au Mexique. C'est avec ce club qu'il fait ses débuts en professionnel, lors d'un match de championnat face à Cruz Azul, le 17 septembre 2017. Ce jour-là, il entre en jeu à la place de Ventura Alvarado, et Santos Laguna s'incline sur le score de deux buts à un.
En 2018, il remporte son premier titre avec Santos Laguna, en étant sacré champion du Mexique.

### En équipe nationale
Jesús Angulo honore sa première sélection avec l'équipe nationale du Mexique le 8 septembre 2018, contre l'Uruguay. Pour cette rencontre, il est titularisé au poste de défenseur central, et le Mexique s'incline (1-4). Il obtient sa deuxième sélection quatre jours plus tard, contre les États-Unis, où il joue seulement quatre minutes (défaite 1-0 du Mexique).
Le 12 octobre de la même année, il enregistre sa première victoire en équipe nationale, en étant titularisé contre le Costa Rica (victoire 3-2).

## Palmarès
Santos Laguna
- Champion du Mexique en 2018 (Tournoi de clôture)